# Dadaçara
Dadaçara é uma vila no subdistrito de Tral de Jammu e Caxemira .
O nome Dadaçara é derivado das duas palavras "Dadah" (significa profundo) e "Sar" (significa lago). Acredita-se que Dadaçara tenha sido uma vez um lago profundo. É a segunda maior vila de Tral por área e população. 
A vila tornou-se foco de terroristas muçulmanos.